# Marine Parkway Bridge
Le Marine Parkway Gil Hodges Memorial Bridge (à l'origine et souvent appelé Marine Parkway Bridge) est un pont levant vertical situé à New York. Le pont, inauguré le 3 juillet 1937, relie la péninsule Rockaway dans le Queens, avec Flatbush Avenue à Floyd Bennett Field, Belt Parkway et le quartier Marine Park à Brooklyn.
La travée centrale fait 164 mètres de long et mesure normalement 16 mètres au-dessus de l'eau mais peut être surélevée à une hauteur de 45 mètres au-dessus du niveau de l'eau. Avec ses tours jumelles distinctives (qui abritent les machines de levage vertical), le pont est devenu un monument emblématique et un symbole des Rockaways.
Le pont appartient à la ville de New York et est exploité par la MTA Bridges and Tunnels, une agence affiliée à la Metropolitan Transportation Authority. Bien qu'il s'agisse d'un pont appartenant et exploité par la ville, il relie Floyd Bennett Field et le parc Jacob Riis, qui font tous deux partie de la zone de loisirs nationale Gateway du système des parcs nationaux.

## Histoire
En février 1934, l'Assemblée de l'État de New York a présenté un projet de loi visant à construire un pont de 10 millions de dollars reliant Flatbush Avenue à Brooklyn à la péninsule Rockaway dans le Queens. Le commissaire aux parcs de la ville de New York, Robert Moses, souhaitait que le pont relie le parc marin de Brooklyn et le parc Jacob Riis dans le Queens, deux des parcs qu'il était en train de développer. L'assemblée a autorisé la création de la Marine Parkway Authority, chargée de développer le pont, en mars. Moses a été nommé comme le seul membre de l'autorité. Le mois suivant, le gouverneur de New York, Herbert H. Lehman, a approuvé le projet de loi de l'Assemblée.
Le pont devait être construit grâce aux fonds de l'Administration des travaux publics. Le Département de la guerre des États-Unis a approuvé la demande de la Marine Parkway Authority de construire un pont sur Rockaway Inlet en décembre 1935, bien que certains membres du Département de la guerre aient préféré un tunnel sous la crique afin de ne pas gêner le trafic maritime. Afin de financer la construction du pont, la Marine Parkway Authority a autorisé l'émission d'obligations d'une valeur de 6 millions de dollars qui viendraient à échéance dans 25 ans. Le pont percevrait également des péages auprès des conducteurs pour financer une partie du reste des coûts. Le pont Marine Parkway a été développé en conjonction avec d'autres projets d'infrastructure routière à New York, tels que le pont Triborough, Henry Hudson Parkway, Belt Parkway et Grand Central Parkway. Il ferait également partie d'une nouvelle ceinture verte de parcs comprenant le parc Jacob Riis.
Le pont devait être construit près de Barren Island, une île du côté de Brooklyn qui abritait 90 personnes. En avril 1936, la communauté a été expulsée afin de construire un débarcadère pour le pont. La Marine Parkway Authority a ouvert un appel d'offres pour la construction du pont Marine Parkway en juin 1936. Huit offres avaient été soumises au moment où le processus d'appel d'offres fut achevé en octobre 1936. Le principal concepteur du passage était David B. Steinman,,, et Emil Praeger comme ingénieur en chef,. L'American Bridge Company s'est vu accorder la construction du pont, ayant soumis l'offre la plus basse, de 2,1 millions de dollars.
Le pont Marine Parkway était censé être achevé en deux ans mais la construction a été accélérée parce que la ville voulait que le pont soit achevé à temps pour accueillir le trafic des ferries à l'été 1937,. La dernière section du pont a été installée le 26 mai 1937 et le pont à péage a été ouvert le 3 juillet 1937 avec une cérémonie. À l'époque, ses 164 mètres constituaient la plus longue travée pour véhicules à levage vertical au monde,. L'ouverture du pont a déclenché une vague de ventes immobilières à Flatbush. Cependant, cela a également augmenté la circulation automobile vers les Rockaways, qui connaissaient déjà un grave problème de congestion routière.

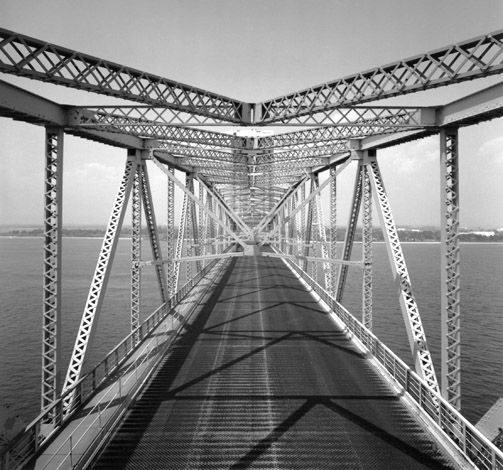
Vue de la chaussée en 1998

Le pont a vu passer 1,7 million de véhicules en 1938, sa première année complète d'exploitation. En 1940, le pont Marine Parkway avait enregistré 4 millions de passages. À l'occasion du 20e anniversaire du pont, The Wave of Long Island a noté que 80 millions de véhicules avaient traversé le pont depuis son ouverture.
Le 4 avril 1978 le pont reliant Brooklyn et le Queens a été renommé en l'honneur de Gil Hodges, l'ancien joueur vainqueur du championnat des Dodgers de Brooklyn qui a ensuite remporté une série mondiale en tant que manager des Mets de New York, basés dans le Queens. C'était le premier pont à porter le nom d'une grande figure sportive.
Une partie du crash du vol 587 d'American Airlines en 2001 a été filmée depuis une caméra de péage sur ce pont.

## Description

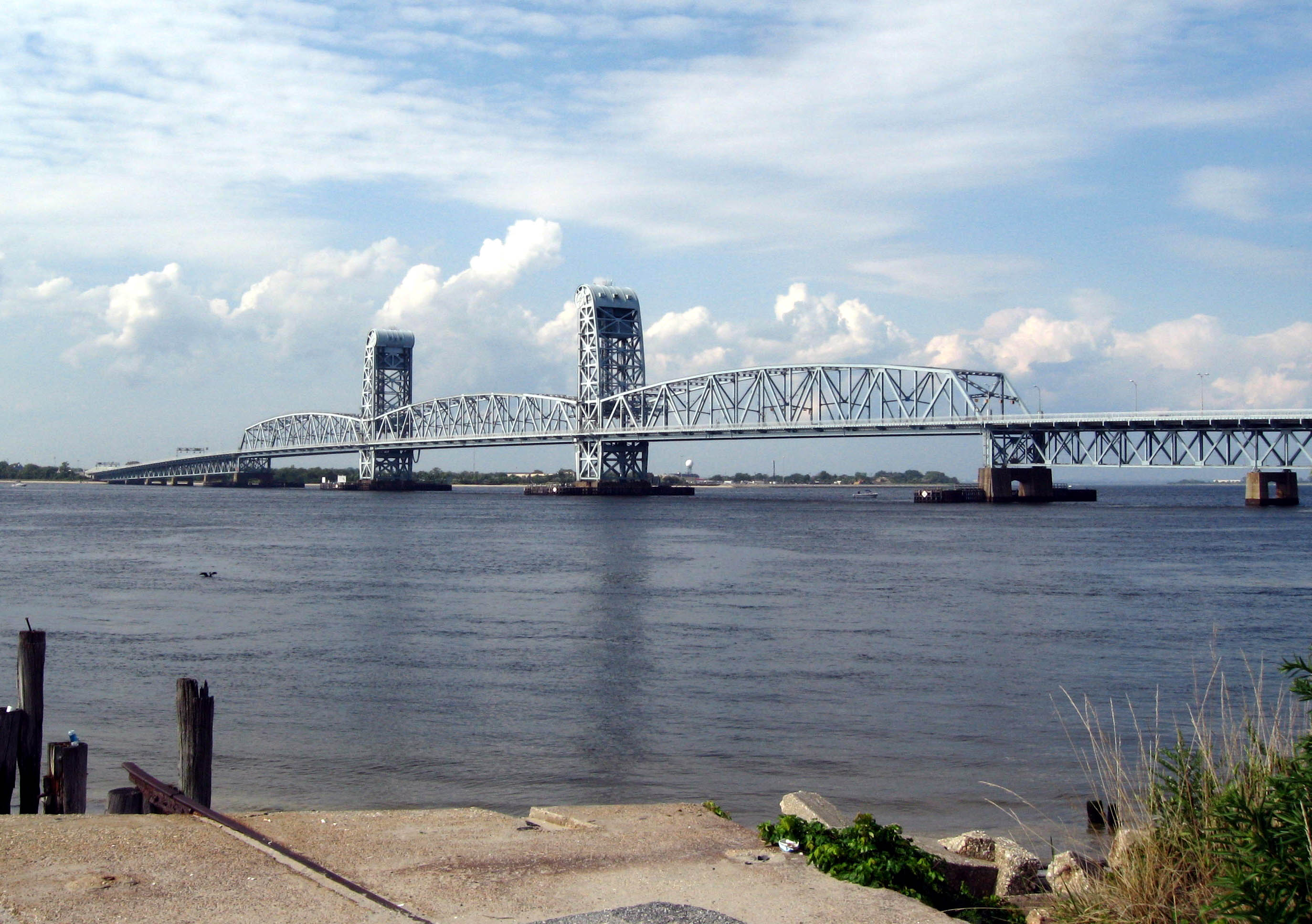
De Riis Landing

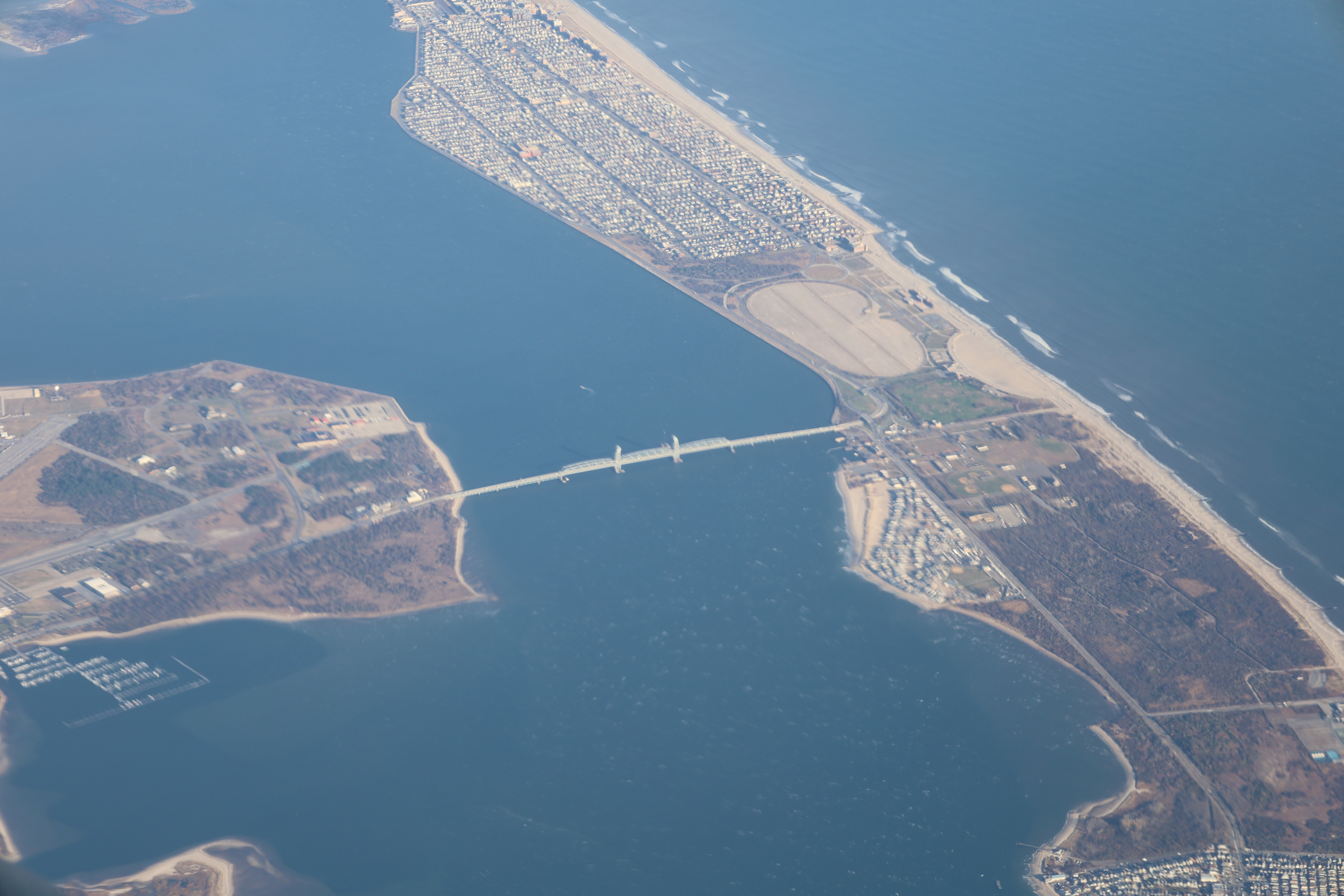
Vue aérienne en 2021

Le pont comporte quatre voies de circulation automobile, des pistes cyclables du côté ouest et un sentier piétonnier du côté ouest. À l’origine, le pont n’avait que deux voies, soit une dans chaque direction. L'ensemble du pont mesure 1225 mètres de long,. La travée centrale mesure 540 pieds de long pèse 3 600 tonnes et est située à 16 mètres au-dessus du niveau de l'eau en position « fermée » du pont. Lorsque le pont est « ouvert », la travée centrale peut être surélevée jusqu'à une hauteur de 42 mètres pour permettre aux bateaux de passer sous la chaussée. Le pont a été surélevé 157 fois en 2006. Les sommets recourbés des tours ont été conçus pour donner au pont un aspect fantaisiste.